# August Strindberg: Ett liv
August Strindberg: Ett liv, ibland hopskrivet till August Strindberg ett liv eller enbart Ett liv, är en samproduktion mellan sex olika film- och tv-bolag från 1985 om den svenske författaren August Strindbergs liv, med bland andra Thommy Berggren och Stina Ekblad i rollerna. Serien repriserades i SVT under Strindbergsåret 2012. Den finns även i SVT:s Öppet arkiv tills vidare (läst januari 2019).

## Om serien
Manuset skrevs av Per Olov Enquist, baserat på hans egen biografi Strindberg – ett liv (1984). 
Vid inspelningen engagerades minst 95 skådespelare. Den tog 225 dagar varav 65 dagar användes till exteriörtagningar.

## Rollista i urval
- Thommy Berggren – August Strindberg
- Stina Ekblad – friherrinnan Siri von Essen Wrangel
- Thomas Hellberg – Carl Gustaf Wrangel
- Göran Stangertz – Carl Larsson
- Olof Bergström – Augusts far, ångbåtskommissionär
- Anita Ekström – Augusts mor
- Lennart Hjulström – teaterdirektör Hedberg vid Kungl. Dramatiska Teatern
- Frank Sundström – teaterregissör
- Ingvar Kjellson – redaktionschefen på Dagens Nyheter
- Ingvar Hirdwall – läraren/murveln på Dagens Nyheter
- Gösta Bernhard – direktören för försäkringsbolaget Triton
- Ernst Günther – Gustaf Edvard Klemming på Kungliga Biblioteket
- Jan Bergquist – rektorn
- Tomas Bolme – Hjalmar Branting
- Peter Schildt – Karl Otto Bonnier
- Sverre Anker Ousdal – Bjørnstjerne Bjørnson
- Stellan Skarsgård – Verner von Heidenstam
- Sven Holmberg – konung Oscar II
- Göran Graffman – justitieminister
- Gabriel Barylli – doktor Sigmund Freud
- Anne Krigsvoll – Harriet Bosse
- Pierre Fränckel – Ludvig Josephson
- Cecilia Nilsson – Sonja
- Anders Linder – Stuxberg
- Lennart R. Svensson – Gustaf Steffen
- Lars Green – Lycko-Per
- Fred Hjelm – Gustaf af Geijerstam
- Per Mattsson – Gunnar Wingård
- Mathias Henrikson – Sven Hedin
- Konstanze Breitebner - Frida Uhl
- Linn Stokke - Aspasia
- Björn Skagestad - Edvard Munch
- Per Nylander - pojken August
- Öllegård Wellton - föreståndarinnan
- Rebecca Pawlo - Ina Forstén
- Christer Lindarw - skådespelaren
- Mimi Pollak - änglamakerskan
- Gösta Krantz - dörrvaktmästaren

## Avsnitt
1. Hon och han (72 min)
2. Det nya riket (68 min)
3. Hjärnornas kamp (56 min)
4. Den danska sommaren (73 min)
5. Inferno (66 min)
6. Hemkomst (58 min)